# التزلج على الرمال

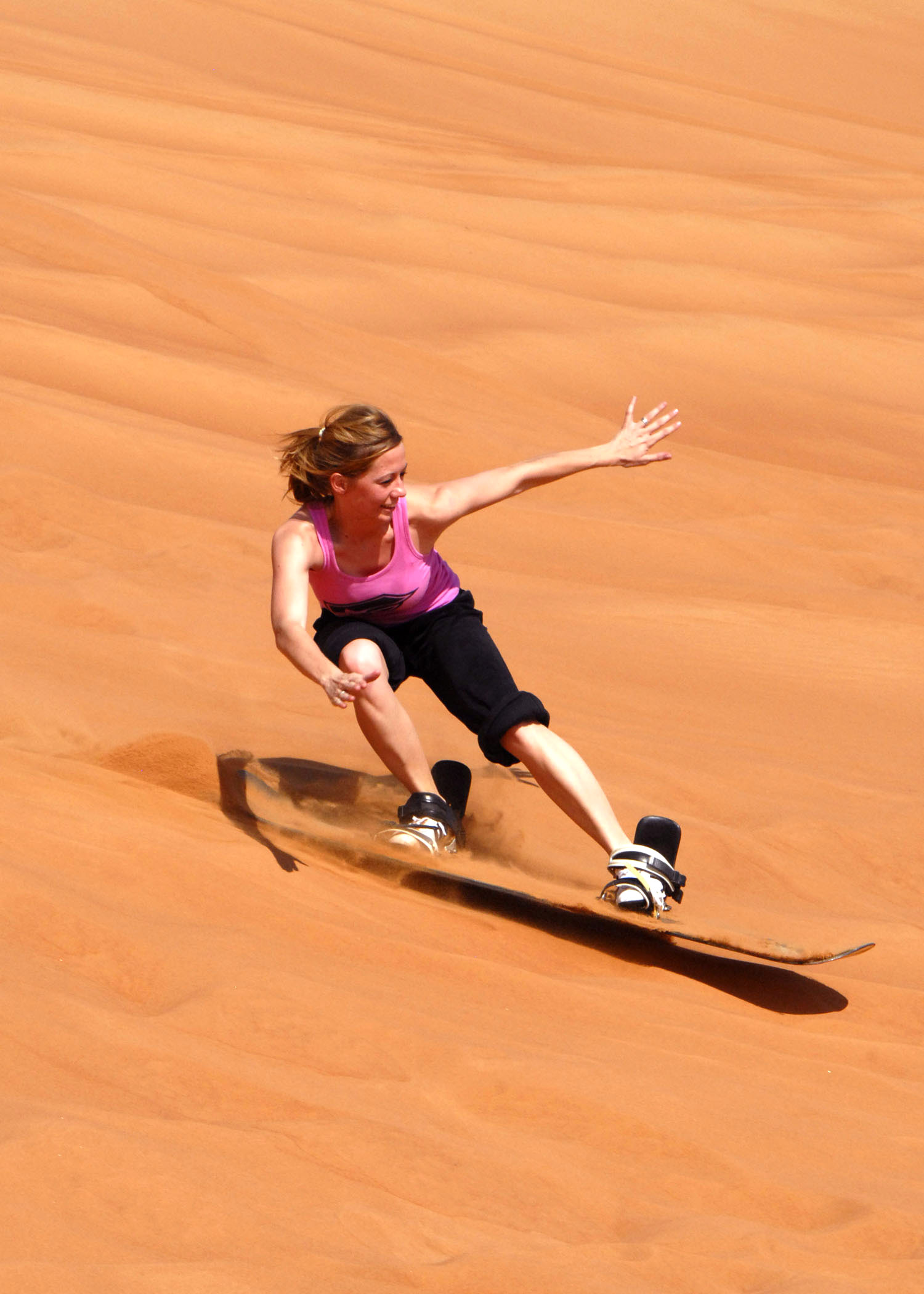
التزلج على الرمال في دبي

التزلج على الرمال هي إحدى الرياضات التي تمارس على ألواح التزلج وهي شبيهة برياضة التزلج على الجليد، لكنها تمارس على الكثبان الرملية بدلاً من الجبال الثلجية.
ولهذه الرياضة متابعين في جميع أنحاء العالم وخصوصاً في المناطق الصحراوية والمناطق الساحلية التي تحتوي على الكثبان الرملية الساحلية.
و يكون التزلج عبر منحدرات الكثبان الرملية حيث تكون أقدام المتزلجين مربوطة بألواح التزلج، بينما يفضل بعضهم استعمال ألواح بدون رباط.
هذه الرياضة أقل رواجاً من التزلج على الجليد، ويعود السبب لصعوبة صنع وتركيب مصاعد على الكثبان الرملية، ولهذا على المتزلج المشي صعوداً لأعلى الكثيب الرملي أو استخدام المركبات أو الدراجات الرملية (dune buggy) للصعود.
و يمكن ممارسة التزلج على الرمال على مدار العام، بينما التزلج على الجليد فيكون خلال مواسم محددة بالسنة.
جوش تينج الحائز على بطولة التزلج للمحترفين سجل الرقم القياسي في كتاب غينيس للأرقام القياسية لأطول قفزة خلفية لمسافة مقدارها 44 قدم وعشر إنشات، هو أيضاً بطل التزلج لأربع سنوات ولديه ثلاثة سجلات في كتاب غينيس.

## المعدات

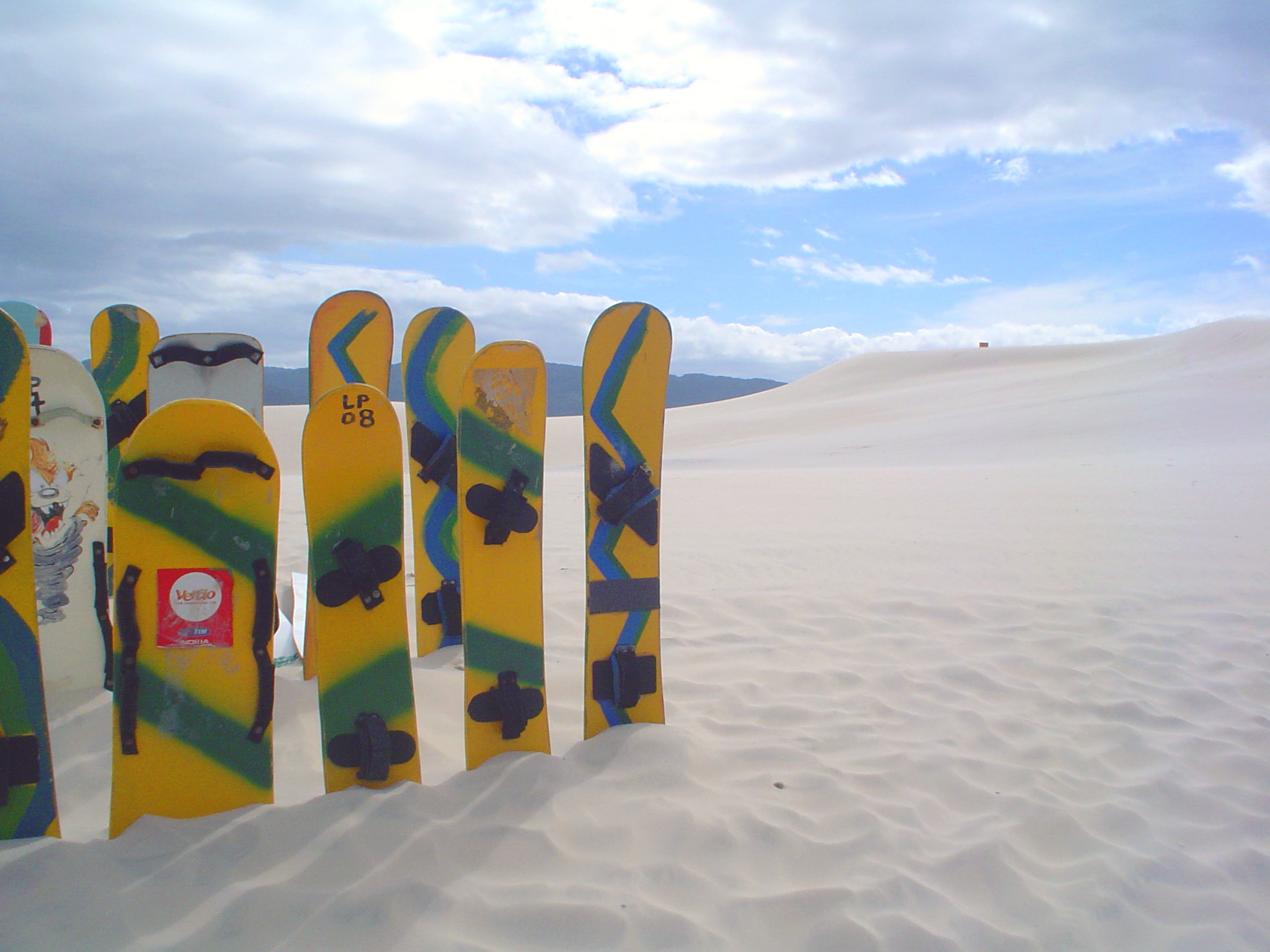
Boards in Brazil

ألواح التزلج على الرمال تختلف عن تلك التي تستعمل على الجليد.
حيث تكون ألواح التزلج على الرمال ذات قاعدة أقوى أو أصلب بكثير من تلك المستعملة على الجليد.
و تصنع هذه الألواح من الفورمايكا (Formica) أو من مادة اللامينكس (Laminex) ممزوجة مع مواد أخرى خاصة الصنع لهذه الرياضة.
و لكي يستطيع المتزلج استخدام اللوح فإن عليه تشميع أسفل اللوح بشمع خاص لألواح التزلج على الرمال مصنوع من شمع البرافين، ويتم ذلك قبل الانطلاق للتزلج. وبعد فترة من استعمال لوح التزلج فإن قاعدة اللوح تصبح نوعاً ما ترابية المظهر بينما القواعد التي تكون من نوع "Race Base" تصبح ملساء ومصقولة أكثر مما قبل.
وتتكون معظم ألواح التزلج على الرمال الصغيرة (terrain sandboard) والتي تمتاز أيضا بوزنها الخفيف من رقائق الخشب الصلب، بينما ألواح التزلج «كاملة الحجم»(full size) تتكون من الخشب والألياف الزجاجية والبلاستيك المركب (plastic composite).
و أحياناً يمكن استعمال قاعدة ألواح التزلج الثلجية على الكثبان الرملية الأكثر انحداراً.
إريك جونسون المختص في مجال الألواح الثلجية والرملية، يحمل الرقم القياسي العالمي لموسوعة جينيس للسرعة على ألواح التزلج الرملية بسرعة 51 ميلاً في الساعة (82 كم / ساعة).
وقد سجلت سرعات غير رسمية تصل إلى 60 ميلاً في الساعة (97 كم /ساعة).

## انتشار الرياضة عالميا

### التزلج على الرمال في أستراليا
جزيرة كانغارو في جنوب أستراليا هي إحدى الجزر التي تمارس عليها رياضة التزلج على الرمال، حيث تغطي الكثبان الرملية ما مساحته كيلومترين مربعين.
و تتفاوت تلك الكثبان في أحجامها، حيث يوجد الكثير من الكثبان صغيرة الحجم بينما يصل ارتفاع أعلى كثيب رملي إلى ما يقارب 70 متر فوق سطح البحر.
و يعتبر خليج لاكي (Lucky Bay) الموجود على بعد 30 كيلومتر جنوب مدينة كلباري (Kalbarri) غربيّ أستراليا من المناطق النشطة والمهمة لممارسة التزلج على الرمال، حيث يتم فيه أيضاً تنظيم رحلات للتزلج على الرمال.
كثبان ستوكتون (Stockton) الموجودة شمال سيدني والتي تبعد عنها ما يعادل الساعتين ونصف والتي تحتوي على نظام خَليج ستوكتون للكُثبان الرملية (Stockton Bight Sand Dunes system)و الذي يصل اتساعه إلى كيلو متر واحد، وطوله 32 كم، ويغطي مساحة 4200 هكتار.
و يصل ارتفاع الكُثبان الرملية الضخمة إلى 40 متر، حيث تقع على بُعد دقائق فقط من وسط خليج نيلسون (Nelson Bay). ويعد هذا النظام أكبر نظام للكثبان الرملية في أستراليا.

### التزلج على الرمال في مصر
أفضل الكثبان الرملية للتزلج في مصر تتواجد في المناطق التالية:
-	بحر الرمال العظيم بالقرب من واحة سيوة في صحراء مصر الغربية.
-	كثبان القطانية التي تبعد ساعة ونصف بالسيارة من القاهرة إلى الواحات البحرية.
-	كثبان الصفراء وهدودة المتواجدة ما بين مدينة دهب ودير القديسة كاثرين في سيناء.
و يقال أن أصول التزلج على الرمال نشأت في مصر منذ أيام الفراعنة، حيث كانوا يتزلجون إلى أسفل الكثبان على قطع من الألواح خشبية.

## وصلات خارجية
- مقاطع فيديو عن التزلج على الرمال:
  - http://www.youtube.com/watch?v=yx9NXoOxleM&feature=player_embedded
  - http://www.youtube.com/watch?v=jLHmqM3roYw&feature=player_embedded